# 쿠라레우에
쿠라레우에(스페인어: Curarrehue)는 칠레 아라우카니아 주 카우틴 현의 코무나이다.